# Державний кордон Мавританії

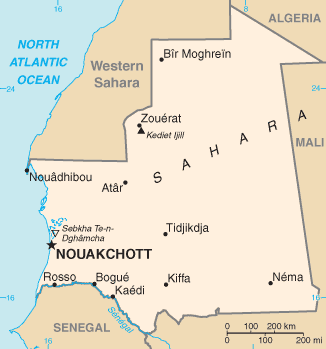
Карта Мавританії

Державний кордон Мавританії — державний кордон, лінія на поверхні Землі та вертикальна поверхня, що проходить по цій лінії, що визначають межі державного суверенітету Мавританії над власними територією, водами, природними ресурсами в них і повітряним простором над ними.

## Сухопутний кордон
Загальна довжина кордону — 5002 км. Мавританія межує з 4 державами. Уся територія країни суцільна, тобто анклавів чи ексклавів не існує.
Ділянки державного кордону
| Держава        | Ділянка         | Довжина (км) | Прикордонні регіони | Примітки |
| -------------- | --------------- | ------------ | ------------------- | -------- |
| Алжир          | північний схід  | 460          |                     |          |
| Малі           | схід і південь  | 2236         |                     |          |
| Сенегал        | південний захід | 742          |                     |          |
| Західна Сахара | північний захід | 1564         |                     |          |

## Морські кордони
Мавританія на заході омивається водами Атлантичного океану. Загальна довжина морського узбережжя 754 км. Згідно з Конвенцією Організації Об'єднаних Націй з морського права (UNCLOS) 1982 року, протяжність територіальних вод країни встановлено в 12 морських миль (22,2 км). Прилегла зона, що примикає до територіальних вод, в якій держава може здійснювати контроль необхідний для запобігання порушень митних, фіскальних, імміграційних або санітарних законів простягається на 24 морські милі (44,4 км) від узбережжя (стаття 33). Виключна економічна зона встановлена на відстань 200 морських миль (370,4 км) від узбережжя. Континентальний шельф — 200 морських миль (370,4 км) від узбережжя, або до континентальної брівки (стаття 76).